# Parrocchie della diocesi di Cerreto Sannita-Telese-Sant'Agata de' Goti
Elenco delle parrocchie della diocesi di Cerreto Sannita-Telese-Sant'Agata de' Goti, suddivise in 4 foranie:

## Forania di Cerreto Sannita
- Cerreto Sannita:
  - Parrocchia di San Martino Vescovo
  - Parrocchia del Sacratissimo Cuore di Gesù - Cattedrale
- Cusano Mutri:
  - Parrocchia di Maria Madre della Chiesa Regina della Pace
  - Parrocchia di San Bartolomeo Apostolo - Frazione Civitella Licinio
  - Parrocchia di San Giovanni Battista
  - Parrocchia dei Santi Apostoli Pietro e Paolo
- Faicchio:
  - Parrocchia dell'Ave Gratia Plena
  - Parrocchia di Santa Maria Assunta
  - Parrocchia di San Nicola di Bari
- Gioia Sannitica:
  - Parrocchia di San Felice e Santi Apostoli Pietro e Paolo
  - Parrocchia di Santa Maria del Carmine
  - Parrocchia del Santissimo Salvatore
- Guardia Sanframondi:
  - Parrocchia di Santa Maria Assunta e San Filippo Neri
- Pietraroja:
  - Parrocchia di Santa Maria Assunta
- San Lorenzello:
  - Parrocchia di San Lorenzo Martire

## Forania di Telese Terme
- Amorosi:
  - Parrocchia di San Michele Arcangelo
- Casalduni:
  - Parrocchia di Santa Maria Assunta
- Castelvenere:
  - Parrocchia di San Nicola di Bari
- Melizzano:
  - Parrocchia di Sant'Alfonso Maria de' Liguori
  - Parrocchia dei Santi Apostoli Pietro e Paolo
- Ponte:
  - Parrocchia di Sant'Anastasia
  - Parrocchia di Santa Generosa Martire
- Puglianello:
  - Parrocchia di San Giacomo Apostolo
- San Lorenzo Maggiore:
  - Parrocchia di San Lorenzo Martire
- San Salvatore Telesino:
  - Parrocchia di Santa Maria Assunta
- Solopaca:
  - Parrocchia di San Martino Vescovo
  - Parrocchia di San Mauro Martire
- Telese Terme:
  - Parrocchia di Santo Stefano Protomartire

## Forania di Sant'Agata de' Goti
- Dugenta:
  - Parrocchia di Sant'Andrea Apostolo
  - Parrocchia di San Nicola ad Orcula
- Durazzano:
  - Parrocchia di Sant'Erasmo Martire
  - Parrocchia di Santa Maria Capocasale
- Frasso Telesino:
  - Parrocchia di Sant'Andrea Apostolo in Nansignano - Frazione Nansignano
  - Parrocchia di Santa Giuliana Vergine e Martire
  - Parrocchia di Santa Maria del Carmine
- Sant'Agata de' Goti:
  - Parrocchia di Maria Santissima Assunta - Frazione Bagnoli
  - Parrocchia di Maria Santissima Addolorata - Frazione Presta
  - Parrocchia di Sant'Angelo di Munculanis
  - Parrocchia di San Giuseppe Operaio
  - Parrocchia di Santa Maria Assunta - Concattedrale
  - Parrocchia di San Michele a Capitone
  - Parrocchia di San Michele Arcangelo - Frazione Laiano
  - Parrocchia di San Pietro a Romagnano - Frazione San Silvestro
  - Parrocchia di San Silvestro Papa
  - Parrocchia di San Tommaso d'Aquino
  - Parrocchia della Santissima Annunziata
- Valle di Maddaloni:
  - Parrocchia di San Pietro Apostolo e San Pancrazio Martire

## Forania di Airola
- Airola:
  - Parrocchie di San Donato Martire, San Giovanni Battista ai Portisi riunite in San Domenico
  - Parrocchia di San Michele Arcangelo a Serpentara
  - Parrocchie dei Santi San Giorgio e Lorenzo Martiri riunite nella SS. Annunziata
- Arpaia:
  - Parrocchia di San Michele Arcangelo
- Bucciano:
  - Parrocchia di San Giovanni Battista
- Forchia:
  - Parrocchia di Sant'Alfonso Maria de' Liguori
  - Parrocchia di San Nicola di Mira
- Moiano:
  - Parrocchia di San Nicola Magno - Frazione Luzzano
  - Parrocchia di San Pietro Apostolo
  - Parrocchia di San Vito Martire - Frazione Luzzano